# Uvaria baumannii
Uvaria baumannii là loài thực vật có hoa thuộc họ Na. Loài này được Engl. & Diels miêu tả khoa học đầu tiên năm 1899.